# جردن نکولولو
جردن نکولولو (انگلیسی: Jordan Nkololo؛ زادهٔ ۹ نوامبر ۱۹۹۲) بازیکن فوتبال اهل جمهوری دموکراتیک کنگو است.
از باشگاه‌هایی که در آن بازی کرده‌است می‌توان به باشگاه فوتبال کلرمون فوت، باشگاه فوتبال کان، و باشگاه فوتبال قزل‌یار اشاره کرد.
وی همچنین در تیم ملی فوتبال جمهوری دموکراتیک کنگو بازی کرده‌است.